# Hermann Gerlich
Hermann Gustav Gerlich (* 25. August 1844 in Bankau, Kreis Schwetz; † 24. Oktober 1932 in Berlin) war ein deutscher Diplomat und Mitglied des Reichstages.

## Leben
Gerlich war der Sohn des früheren Reichstagsabgeordneten Gustav Gerlich. Er besuchte das Gymnasium in Danzig und studierte in Heidelberg und Berlin. Nach mehrjährigen Reisen im Ausland trat er 1872 in den auswärtigen Dienst des Deutschen Reiches ein und war er zuerst in Kairo, später in New York und zuletzt in St. Louis als kaiserlicher Konsul tätig. Nachdem er zeitweilig im Auswärtigen Amt und dem königlichen preußischen Handelsministerium beschäftigt war, wurde er als vortragender Rat in das Auswärtige Amt berufen.
Von 1884 bis 1886 war er Mitglied des Deutschen Reichstages für den Wahlkreis Regierungsbezirk Bromberg 3 (Bromberg) und die Deutschkonservative Partei. Am 27. April 1886 legte er sein Manat nieder.